# Зюхтю Мюрідоглу
Зюхтю Мюрідоглу ( англ. Zühtü Müridoğlu Zühtü Müridoğlu; 26 січня 1906 року, Стамбул - 21 серпня 1992, Стамбул) — турецький скульптор, один із перших скульпторів так званого «республіканського покоління»  . 

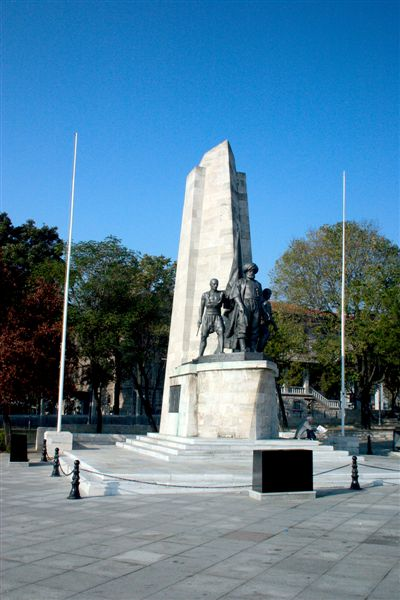
Пам'ятник Хайреддін Барбаросса в Стамбулі. Скульптори - Зюхтю Мюрідоглу і Алі Хаді Бара

Зюхтю Мюрідоглу був студентом Університету витончених мистецтв імені Мімар Синана з 1924 по 1928 рік, де навчався у Іхсана Озсоя. В університеті   отримав стипендію для продовження освіти в Європі та відправився в Париж. Там Зюхтю Мюрідоглу  вивчав історію мистецтв при Луврі і естетику в Сорбонні. Повернувшись в Туреччину, Мюрідоглу працював учителем з 1932 по 1936 рік. Був  засновником колективу художників під назвою D Grubu ( «Група Д»). У 1936 році працював в Стамбульському археологічному музеї  скульптором. У 1939 році почав викладати в Педагогічному інституті Анкара-Газі, а пізніше перейшов на роботу в свою альма-матер, Університет образотворчих мистецтв в Стамбулі. З 1947 по 1949 рік він  жив у Парижі, потім повернувся до Університету образотворчих мистецтв, де йому була виділена його власна майстерня. У 1955 році він відкрив майстерню з обробки дерева, а в 1969 році став професором. У 1971 році Мюрідоглу вийшов на пенсію, хоча  продовжував займатися творчістю. 

## Нагороди
У 1977 році Зюхтю Мюрідоглу отримав премію фонду Седат Сімаві і мистецьку премію Ататюрка в 1981 році  . 
Свою першу персональну виставку, яка була присвячена дизайну пам'ятників, провів в 1932 році. Після 1953 року Мюрідоглу в основному рухався в абстрактному напрямку. Він використовував безліч природних матеріалів, таких як, наприклад, гілки дерев. Після 1975 роки він повернувся до свого початкового стилю  . 